# 白尾似盾豆娘魚
白尾似盾豆娘魚（學名：Similiparma hermani），為輻鰭魚綱雀鯛科似盾豆娘魚屬下的一個種，分布於中東大西洋維德角群島海域，深度0至20公尺，本魚體呈橢圓形且側扁，吻短且圓鈍，眼大，成魚體色黑色，吻部及尾鰭白色，背鰭硬棘13枚、背鰭軟條17-18枚、臀鰭硬棘2枚、臀鰭軟條14枚，體長可達16公分，棲息在岩石底質海域，以藻類及小型無脊椎動物為食，繁殖期時成對出現，雄魚會守護卵直到孵化，生活習性不明，可做為觀賞魚。